# Kočka mramorovaná
Kočka mramorovaná (Pardofelis marmorata) je málo známý druh kočkovitých šelem žijící v jižní a jihovýchodní Asii. Velkou část života tráví na stromech, kde loví ptáky, veverky, žáby a jiné malé živočichy. Dosahuje jen o málo větší velikosti než kočka domácí. Podle norem IUCN je vedená jako téměř ohrožená.

## Synonyma
- Felis marmorata

## Vzhled
- Délka těla: 45–62 cm
- Délka ocasu: 35–55 cm
- Hmotnost: 2–5 kg

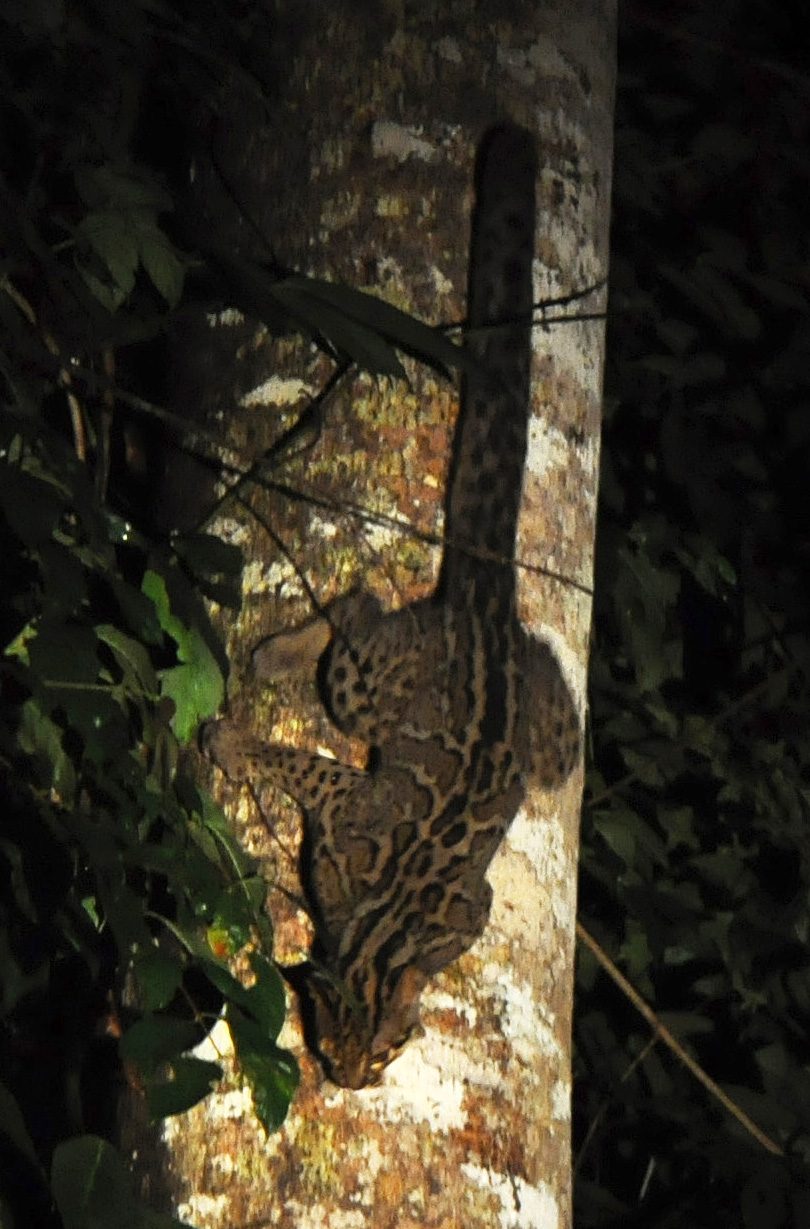
Kočka mramorovaná v Danum Valley na Borneu

Kočka mramorovaná se podobá malému levhartu obláčkovému. Základní barva je žlutohnědá, kresba je tvořena velkými, nepravidelnými tmavými skvrnami, které jsou ve středu světlejší. Kresba přechází i na ocas, končetiny a hlavu, kde se rozpadá na tmavé puntíky a pruhy. Mramorování je výrazné, ostřeji ohraničené než mramorovaná kresba domácích koček. Břicho je světlejší, brada a horní pysk mohou být až bílé. Špička ocasu je černá. Stejně jako tygr nebo levhart obláčkový, i kočka mramorovaná má na boltci bílou skvrnu, která slouží ke komunikaci s ostatními kočkami. Jedním z projevů agrese je totiž přiložení uší k hlavě – při tom je skvrna dobře viditelná.
Srst je velmi hustá a měkká, s bohatou podsadou.
Je to svalnatá, pevná kočka s širokou, kulatou hlavou. Očnice je celá ohraničená kostí - to je u kočkovitých šelem neobvyklé, část bývá tvořena jen vazivem. Horní třenový zub často chybí, zato špičáky jsou velmi dlouhé a silné. Ocas je silný a velmi dlouhý, tvoří přibližně polovinu délky těla.

## Rozšíření
Kočka mramorovaná žije v jižní a jihovýchodní Asii, areál jejího rozšíření sahá ze severní Indie přes Nepál, Bhútán, Barmu, Thajsko a Malajsii až na indonéské ostrovy Sumatru a Borneo. Žije v nadmořských výškách do 2500 m.

## Stanoviště
Je závislá na vlhkých deštných pralesích. Žije v korunách stromů, kde také nalézá potravu. Zdá se, že v pralesích jihovýchodní Asie zastává podobnou úlohu, jako jihoamerický margay.

## Biologie
O životě kočky mramorované toho není moc známo. Žije samotářským způsobem života a málokdy se ji podaří pozorovat nebo vyfotografovat ve volné přírodě. Předpokládá se, že je aktivní hlavně v noci, za rozbřesku a za soumraku. Výborně šplhá a loví veverky, ptáky, ještěrky, žáby a jiné stromové živočichy.
V zajetí přichází samice do říje každý měsíc, jak je tomu v přírodě, není známo. Březost trvá 66 až 82 dní, pak se rodí 1 - 4 mláďat. Obvykle ale bývají dvě. Koťata mají hnědě skvrnitou srst a rychle rostou. Ve čtyřech měsících se objeví mramorovaná kresba, pohlavně dospívají ve 21 měsících.
V zoologických zahradách se chovají zřídka, v zajetí se také velmi špatně rozmnožují a koťata musí být často odchovávána člověkem.

## Ohrožení
IUCN vede kočku mramorovanou jako téměř ohrožený druh. Je to vlivem fragmentace areálu a snižující se populace. Šelma je ohrožena hlavně kácením deštných pralesů, které jsou přirozeným životním prostředí koček. Další hrozbou je pytláctví, které decimuje zvířenu v mnoha částech jižní a jihovýchodní Asie. Protože žijí skrytým způsobem života, jejich kožky se jen zřídka objevují na černém trhu, ačkoliv jejich kožešina, maso a kosti patří mezi ceněné zboží. V Indii, Nepálu, Bangladéši, Číně (jen v provincii Junnan), Myanmaru, Kambodži, Indonésii, Malajsii a Thajsku platí zákaz lovu.
V Červené knize je kočka vedená jako zranitelný druh, je také zapsána v CITES, v příloze I.